# Пармская обитель (фильм)
«Па́рмская оби́тель» (фр. La chartreuse de Parme) — чёрно-белый франко-итальянский фильм режиссёра Кристиана-Жака, экранизация одноимённого романа Стендаля. Премьера в Италии состоялась 21 февраля 1948 года, во Франции — 21 мая 1948 года.

## Сюжет
Адаптация романа Стендаля, сюжет фильма не вполне совпадает с сюжетом романа. Действие происходит в начале XIX века в Италии, в Пармском герцогстве. Фабрицио дель Донго, младший сын итальянского маркиза Вальсерра дель Донго, одержим идеалами свободы соседней наполеоновской Франции и побывал при Ватерлоо (впрочем, он сам не вполне уверен, что действительно участвовал в битве). Затем на четыре года он отправляется изучать богословие в Неаполь.
По истечении обучения Фабрицио возвращается в Парму, где его тётка, герцогиня Сансеверина, стала одной из самых ярких дам при дворе принца Эрнесто IV. Джина Сансеверина с нетерпением ожидает возвращения Фабрицио, которого она растила с 6-летнего возраста, но теперь испытывает к 22-летнему красавцу племяннику отнюдь не материнские чувства. Однако Фабрицио не отвечает герцогине взаимностью, его сердце холодно, он увлекается то актрисой, то танцовщицей.
Ухажёр очередной пассии угрожает убить Фабрицио и однажды, выследив парочку, нападает на него. В драке Фабрицио, защищаясь, почти случайно убивает своего противника. Его арестовывают и заключают в крепость Фарнезе, но именно там к Фабрицио приходит настоящая любовь. В тюремном дворе он замечает дочь коменданта Клелию Конти. Молодые люди могут лишь обмениваться взглядами через окно камеры, но между ними вспыхивает чувство. Начальник полиции Расси приказывает тюремщику отравить Фабрицио, в расчете на то, что после смерти племянника герцогиня покинет двор, за ней последует влюблённый в нее премьер-министр, граф Моска, и пост премьер-министра освободится. Джина готовит побег племянника, который осужден на двадцать лет. Клелия, преодолевая ревность и недоверие, встречается с ней и помогает передать узнику верёвки. Однако отца Клелии по указанию герцогини в вечер побега поят снотворным, дочь пугается за его жизнь, думая, что он отравлен. Побег Фабрицио удаётся, но Клелия, разрываемая между чувством долга и уважения к отцу и любовью, даёт обет никогда не видеть Фабрицио, и вскоре, повинуясь воле отца, выходит замуж за богатого и знатного маркиза Крешенци. Фабрицио и Клелия не в силах забыть друг друга. Узнав о замужестве Клелии от герцогини, Фабрицио бросается в Парму, и тут его арестовывают. Для его вызволения герцогине Сансеверина приходится уступить ухаживаниям давно неравнодушного к ней Эрнесто IV.
Революционер Ферранте Палла, влюблённый в герцогиню Санвсеверина и помогавший в организации побега Фабрицио, убивает кинжалом Эрнесто IV, в Парме начинается восстание. Расси становится премьер-министром и обещает вдове принца подавить восстание. Герцогиня Сансеверина удаляется от двора и уезжает, она намерена выйти замуж за своего давнего поклонника и друга графа Моску, который, оставив пост премьер-министра, собирается последовать за ней. Клелия и Фабрицио видятся в последний раз и расстаются навсегда. Клелия верна своему долгу и уезжает к мужу в Болонью. Фабрицио удаляется в монастырь.

## Создание
Решение снять киноадаптацию романа Стендаля, вызвало неудовольствие со многих сторон. Так, против экранизации выступили многие стендалеведы (бейлисты) и даже представители издательского бизнеса. Противодействие съёмкам объяснялось тем, что многие опасались, что кинематографисты извратят книгу, классик «может быть лишь искажён» в кино, лента станет «банальным романом в картинках» и т. д.
Наиболее последовательное сопротивление созданию кинематографической версии книги Стендаля оказывал такой известный его исследователь и издатель как Анри Мартино. В ходе дискуссии, возникшей ещё до начала съёмок, режиссёру пришлось неоднократно выступать в печати и по радио. Позицию Кристиан-Жака можно свести к следующему: авторы экранизации сделали всё от них возможное, чтобы отразить в картине если не букву романа, то, во всяком случае, его дух. При этом режиссёр в защиту фильма приводил слова самого Стендаля: «Не всё ли равно, будут ли говорить хорошее или дурное о моих книгах. Главное — чтобы говорили. Нет ничего хуже забвения!»
Сценаристы отказались от всего, что предшествует прибытию Фабрицио дель Донго в Парму (первая треть книги, включая знаменитое описание битвы при Ватерлоо и пр.), чтобы относительно подробно, развить эпизоды романа, следующие за его побегом. По мнению киноведа Жака Лурселя это вынужденное сценарное решение привело к театрализации интриги, которая таким образом оказывается ограничена Пармой и башней Фарнезе: «при этом — как ни парадоксально — не придаёт никакой силы очень бесцветным эпизодам заточения и побега». По мнению того же автора, такое ограничение сюжетного пространства фильма привело к тому, что он втиснул себя в тесные рамки, которые помешали ему в полной мере проявить характерный для его творчества природный динамизм.
Работа над картиной заняла у режиссера более года. Законченный в течение 1947 года, он вышел на французские экраны в мае 1948 года. Причём по своей практике  не делать больших перерывов между картинами, режиссёр уже на завершающем этапе создания «Пармской обители» усиленно работал над сценарием своей следующей картины — «Человек — людям» (1948).

## В ролях
- Жерар Филип — Фабрицио дель Донго
- Рене Фор — Клелия Конти, дочь коменданта крепости
- Мария Казарес — герцогиня Джина Сансеверина
- Туллио Карминати — граф Моска, премьер-министр
- Луи Салу — принц Эрнесто IV
- Аттилио Даттесио — Ферранте Палла, "свободный человек"
- Альдо Сильвани — генерал Конти, комендант крепости
- Люсьен Кёдель — Расси, начальник полиции
- Луи Сенье — Грилло, охранник в крепости Фарнезе
- Энрико Глори — Жиллетти
- Клаудио Гора – Крещенцо

## Роли озвучивали
Советский дубляж
- Владимир Шишкин — Фабрицио дель Донго (роль Жерара Филипа)
- Галина Малькова — Клелия Конти (роль Рене Фор)
- Нина Никитина — Джина Сансеверина (роль Марии Казарес)
- Константин Карельских — Эрнесто IV (роль Луи Салу)
- Степан Каюков — Грилло, охранник в крепости Фарнезе (роль Луи Сенье)
- Алексей Алексеев — Ферранте Палла (роль Аттилио Даттесио)

## Съёмочная группа
- Продюсеры: Андре Польве, Франко Мальи, Фред Орейн
- Режиссёр: Кристиан-Жак
- Авторы сценария: Пьер Вери, Пьер Жарри, Кристиан-Жак
- Композитор: Ренцо Росселлини
- Операторы: Никола Хайе, Анкизе Брицци, Ромоло Гаррони, Альдо Грациати
- Художники-постановщики: Жан Д'Обонн, Жак Гут
- Художники по костюмам: Жан Д'Обонн, Юрий Анненков
- Художники по декорациям: Жан Д'Обонн, Оттавио Скотти
- Монтажёры: Жан Десаньо, Джулия Фонтана

## Награды
- 1948 — премия за работу кинооператоров Международного кинофестиваля в Локарно.

## Критика
После выхода фильма он вызвал полемику в прессе и у него нашлись как защитники, так и целый ряд противников, среди которых выделялся Анри Мартино.
Французская ежедневная вечерняя газета «Le Monde»: «амбициозная экранизация романа Стендаля, амбициозная, но не очень точная, поскольку многое упрощает. Это ощущается в основном в последней трети фильма. Тем не менее, подбор актёров и интерпретация весьма примечательны: Жерар Филип идеально подходит для воплощения великого соблазнителя, (этот образ) является одной из его величайших ролей на экране, Мария Касарес роскошна и царственна<…> Работа операторов великолепна».
Советский киновед Александр Брагинский: «Фильм „Пармская обитель“ в какой-то степени повесть о воспитании чувств, и тоже с драматическим исходом. Историческая обстановка (Италия середины прошлого века), бунтарский дух романа Стендаля, его протест против тирании и деспотизма — всё это превосходно воплотил в характере своего героя Фабрицио дель Донго — Жерар Филип. Особенно проникновенно молодой актёр играл лирические эпизоды. Достаточно вспомнить его последнее свидание с Клелией, приход в пустую виллу перед отправкой в Пармский монастырь, который отныне станет для него более страшной темницей, чем замок. Фарнезе. Мы чувствуем волнение актёра, поверившего в своего героя, растворившегося в нём…».